# Tháng 9 năm 2008
Trang này liệt kê những sự kiện quan trọng vào tháng 9 năm 2008.

## Thứ hai, ngày1 tháng 9
- Bão Gustav bắt đầu đổ bộ vào Louisiana (Mỹ) sau khi làm tất cả 85 người bị thiệt mạng ở Haiti, Cộng hòa Dominicana, và Jamaica.
- Thủ tướng Nhật Bản Fukuda Yasuo tuyên bố từ chức khi chưa đầy một năm kể từ khi nhậm chức.

## Thứ ba, ngày2 tháng 9
- Thủ tướng Thái Lan Samak Sundaravej ban bố tình trạng khẩn cấp ở thủ đô, trao quyền cho quân đội khôi phục trật tự trên đường phố.

## Thứ tư, ngày3 tháng 9
- Đảng Cộng hòa chính thức đề cử John McCain và Sarah Palin làm ứng cử viên trong cuộc bầu cử tổng thống tại Hoa Kỳ.
- Bão nhiệt đới Hanna làm thiệt mạng ít nhất 529 người ở Haiti.

## Thứ hai, ngày8 tháng 9
- Serena Williams và Roger Federer thắng Giải quần vợt Mỹ Mở rộng 2008 cho đơn nữ và đơn nam.

## Thứ tư, ngày10 tháng 9
- Máy Va chạm Hadron Lớn chính thức được đưa vào vận hành.

## Thứ hai, ngày15 tháng 9
- Tập đoàn ngân hàng Lehman Brothers tuyên bố phá sản.

## Thứ năm, ngày18 tháng 9
- Somchai Wongsawat được chọn làm Thủ tướng mới của Thái Lan.

## Thứ bảy, ngày20 tháng 9
- Một vụ đánh bom bằng xe hơi xảy ra bên ngoài một khách sạn ở Islamabad, Pakistan cướp đi sinh mạng của ít nhất 60 người và làm bị thương 100 người khác.

## Chủ nhật, ngày21 tháng 9
- Theo yêu cầu của Đại hội Dân tộc Phi, Thabo Mbeki từ chức Tổng thống Cộng hòa Nam Phi.
- Hơn 12.800 trẻ em ở CHND Trung Hoa được đưa vào bệnh viện vì thực phẩm sữa nhiễm melamin.

## Thứ hai, ngày22 tháng 9
- Edward Natapei được bầu làm Thủ tướng Vanuatu.

## Thứ tư, ngày24 tháng 9
- Quốc hội Nhật Bản bầu Asō Tarō của Đảng Dân chủ Tự do làm Thủ tướng Nhật Bản.
- Vào khoảng 54.000 người ở CHND Trung Hoa được đưa vào bệnh viện vì thực phẩm sữa nhiễm melamin.

## Thứ năm, ngày25 tháng 9
- Thần Châu 7, chuyến bay vũ trụ thứ ba chở người của CHND Trung Hoa, được phóng lên.
- Kgalema Motlanthe kế tiếp Thabo Mbeki làm Tổng thống Cộng hòa Nam Phi.

## Thứ sáu, ngày26 tháng 9
- Ngân hàng Mỹ Washington Mutual phá sản, và FDIC bán các tài khoản của ngân hàng cho JPMorgan Chase.

## Thứ bảy, ngày27 tháng 9
- Turkmenistan ban hành hiến pháp mới, hiến pháp này hủy bỏ Hội đồng Nhân dân và chấp nhận những đảng đối lập.
- Các nhà toán học tại UCLA khám phá ra số nguyên tố Mersenne thứ 46 có khoảng 13 triệu chữ số.

## Chủ nhật, ngày28 tháng 9
- Falcon 1 của công ty Mỹ SpaceX trở thành tên lửa vũ trụ tư nhân đầu tiên lên quỹ đạo thành công.
- Vận động viên Ethiopia Haile Gebrselassie lập kỷ lục mới trong bộ môn marathon tại Berlin Marathon.

## Thứ hai, ngày29 tháng 9
- Hạ viện Hoa Kỳ bác bỏ Dự luật Bình ổn Kinh tế Khẩn cấp, và chỉ số Dow Jones mất 777,68 điểm, lần mất nhiều điểm nhất trong một ngày từng diễn ra.